# Rubem Valentim
Rubem Valentim (Salvador, 9 de novembro de 1922 - São Paulo, 30 de novembro de 1991) foi um pintor, escultor, gravador e professor brasileiro, sendo considerado uma das referências no construtivismo brasileiro.

## Biografia
Na pintura, foi autodidata, iniciando carreira na década de 1940, apesar de sua graduação em Odontologia, formado pela Universidade Federal da Bahia em 1946, exerceu esta profissão por um breve espaço de tempo, dedicando-se integralmente a pintura a partir de 1948.
Também estudou jornalismo na Faculdade de Filosofia e Ciências Humanas da Universidade Federal da Bahia e concluiu o curso em 1953. Em 1957 muda-se para o Rio de Janeiro, onde morou até 1963, trabalhando como professor assistente de Carlos Cavalcanti, que ministrava o curso de história da arte, no Instituto de Belas Artes. Entre 1966 e 1968, foi professor na Universidade de Brasília.

## Obra

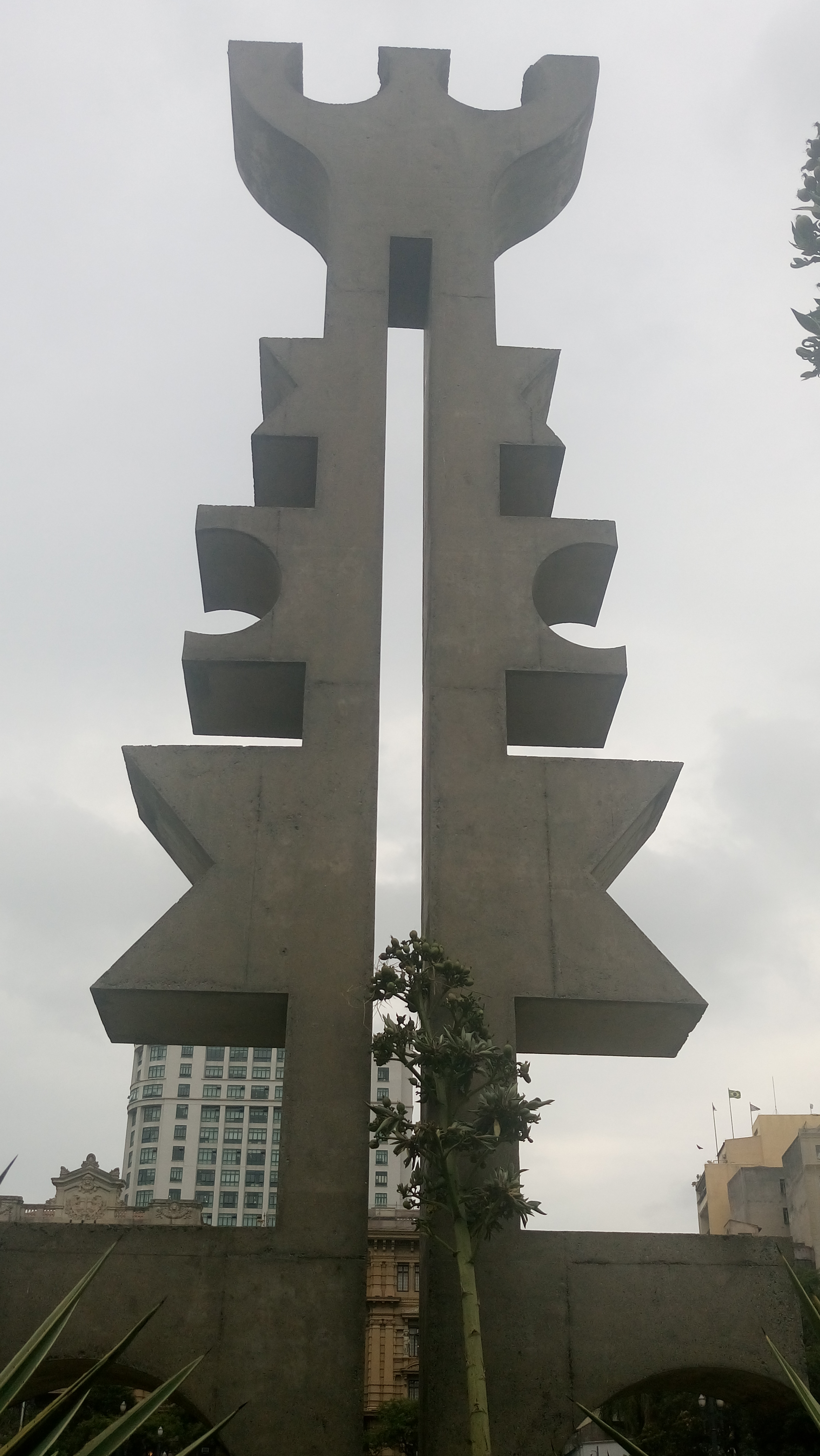
Vista frontal do monumento Emblema de São Paulo, em São Paulo, Brasil.

Rubem Valentim, desde o início de sua produção, faz referências às tradições populares do nordeste brasileiro e entre os anos de 1946 e 1947, integra o Movimento de renovação das artes plásticas na Bahia, junto com Mario Cravo Júnior, Carlos Bastos, entre outros.
A partir da década de 1950, recebeu influências das religiões de base africana, como o candomblé e a umbanda, e faz referência ao simbólico através de suas formas geométricas, muitas vezes presentes em signos e emblemas destas religiões, além de aliar a geometria ao uso de cores de formas criativas, intensas e diversas. No final da década de 1960, realizou murais, relevos e grandes esculturas em madeira, mantendo a linha geométrica mestra.

## Acervos
Rubem Valentim possui obras nos acervos da Pinacoteca do Estado de São Paulo; Museu de Arte de São Paulo; Pérez Art Museum Miami, Florida; Museu de Belas Artes de Houston, Texas; Museu de Belas Artes de Boston, Massachusetts; Museu de Arte Moderna de Nova York (MoMA), entre outros.